# Psychoda vaillanti
Psychoda vaillanti är en tvåvingeart som beskrevs av Sara et Salamanna 1967. Psychoda vaillanti ingår i släktet Psychoda och familjen fjärilsmyggor. Inga underarter finns listade i Catalogue of Life.